# V (gratte-ciel)
Pour les articles homonymes, voir V.
Le V est un gratte-ciel situé à l'intersection de la rue de Bleury et du boulevard René-Lévesque au centre-ville de Montréal.

## Description
La tour est principalement composée d'un hôtel de la marque Courtyard by Marriott et des appartements à condo.
Les travaux ont débuté en 2011 et la section de l'hôtel a été terminé au printemps 2013 et les appartements en 2014. L'hôtel possède 212 chambres.
L'immeuble comprend 40 étages et a une hauteur de 136 mètres.
L'édifice se distingue par ses 4 façades entièrement vitrées et les courbes convexes de ses ailes latérales.